# Shahanshah
Shahanshah (persiska: شاهنشاه, "Shâhanshâh", även "Shah-in-shah") var en persisk härskartitel, betydande "konungarnas konung". Det motsvarar ungefärligen titeln kejsare då båda har en värdighet högre än kungar.